# Родріго Тельйо
Родріго Тельйо (ісп. Rodrigo Tello, нар. 14 жовтня 1979, Сантьяго) — чилійський футболіст, що грав на позиції півзахисника.
Виступав, зокрема, за «Спортінг» та «Бешикташ», а також національну збірну Чилі. Бронзовий призер Олімпійських ігор у Сіднеї.

## Клубна кар'єра
У дорослому футболі дебютував 1998 року виступами за команду «Універсідад де Чилі», в якій провів три сезони, взявши участь у 53 матчах чемпіонату. Він відразу ж справив приємне враження на фахівців і вже в 2000 році був названий кращим півзахисником країни. Крім того за цей час Тельйо з командою два рази виграв національний чемпіонат і одного разу Кубок Чилі.

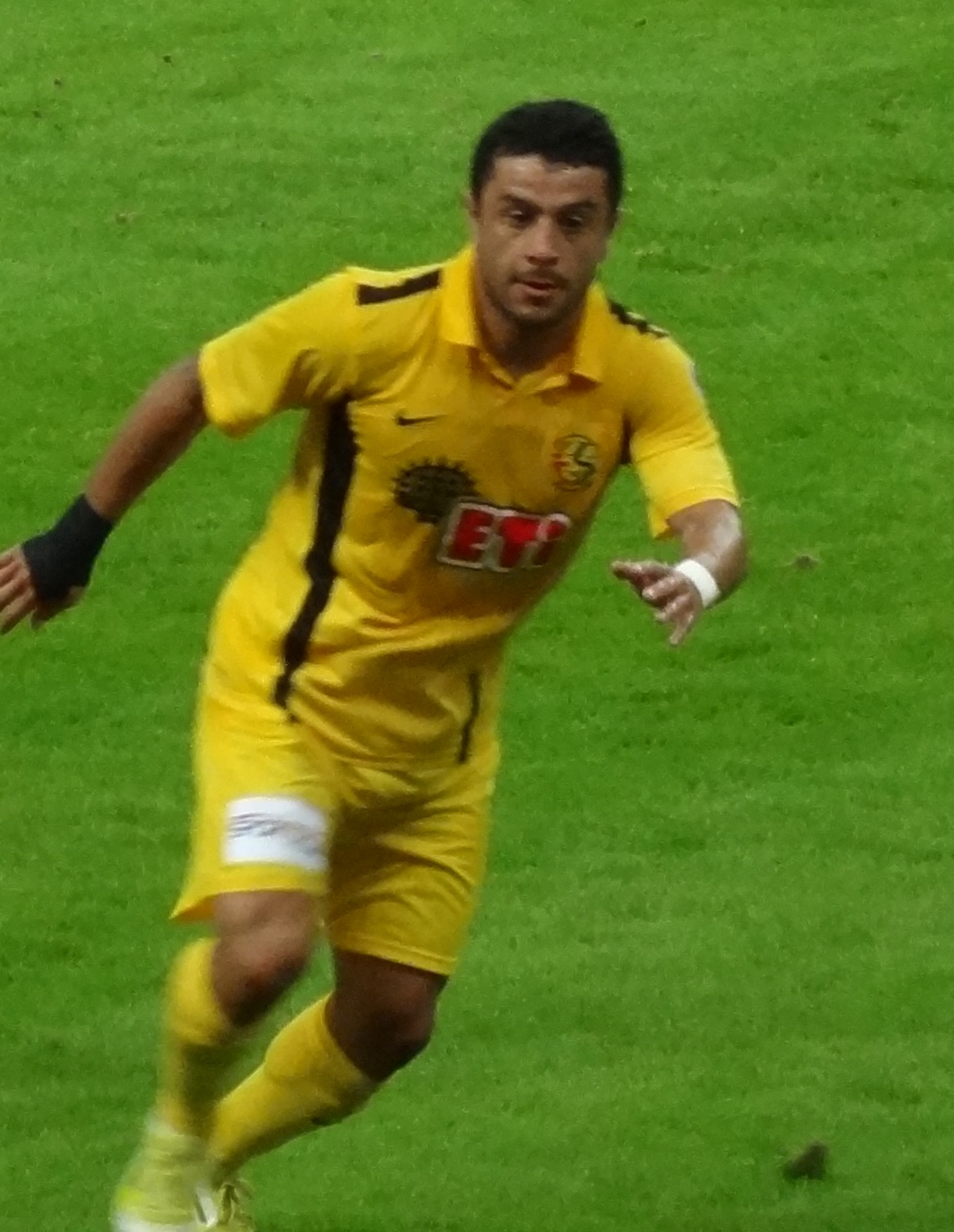
Родріго Тельйо під час виступів за «Ескішехірспор». 6 жовтня 2012 року.

У січні 2001 року Тельйо перейшов за 7 млн євро в лісабонський «Спортінг». Не відразу, але все ж Тельйо став важливим гравцем «левів». З клубом він виграв і чемпіонат, і Кубок Португалії. Родріго провів у «Спортінгу» 6 сезонів, зігравши 137 матчів і забивши 6 голів.
У 2007 році Тельйо на правах вільного агента перейшов в турецький «Бешикташ». Вже у другому сезоні Родріго став чемпіоном Туреччини — «Бешикташ» зробив «золотий дубль». У 2010 році в матчі Ліги чемпіонів Тельйо забив єдиний гол у ворота «Манчестер Юнайтед» на Олд Траффорді. Ця поразка стала першою для «Манчестера» домашньою поразкою в Лізі чемпіонів за 8 років.
20 липня 2010 року підписав 3-річний контракт з турецьким «Ескішехірспором», оскільки новий тренер «Бешикташа» Бернд Шустер не бачив чилійця у складі своєї команди. У новій команді Тельйо провів три з половиною роки, зігравши у 73 матчах Суперліги.
У січні 2014 року чилієць перейшов в інший клуб Суперліги «Елязигспор», але провів там лише півроку, після чого відправився в клуб другого турецького дивізіону «Шанлиурфаспор», де і провів сезон 2014/15.
Завершив професійну ігрову кар'єру на батьківщині у клубі «Аудакс Італьяно», за який виступав протягом сезону 2015/16 років.

## Виступи за збірну
2000 року захищав кольори олімпійської збірної Чилі на Олімпійських іграх 2000 року у Сіднеї, де став бронзовим призером.
22 березня 2000 року дебютував в офіційних іграх у складі національної збірної Чилі в товариському матчі зі збірною Гондурасу.
У складі збірної був учасником розіграшу Кубка Америки 2007 року у Венесуелі та чемпіонату світу 2010 року у ПАР, де Тельйо провів один матч в 1/8 фіналу проти бразильців (0:3).
Протягом кар'єри у національній команді, яка тривала 11 років, провів у формі головної команди країни 36 матчів, забивши 3 голи.

## Титули і досягнення
- Чемпіон Чилі (2):

«Універсідад де Чилі»: 1999, 2000
- Володар Кубка Чилі (1):

«Універсідад де Чилі»: 2000
- Чемпіон Португалії (1):

«Спортінг»: 2001–02
- Володар Кубка Португалії (2):

«Спортінг»: 2001–02, 2006–07

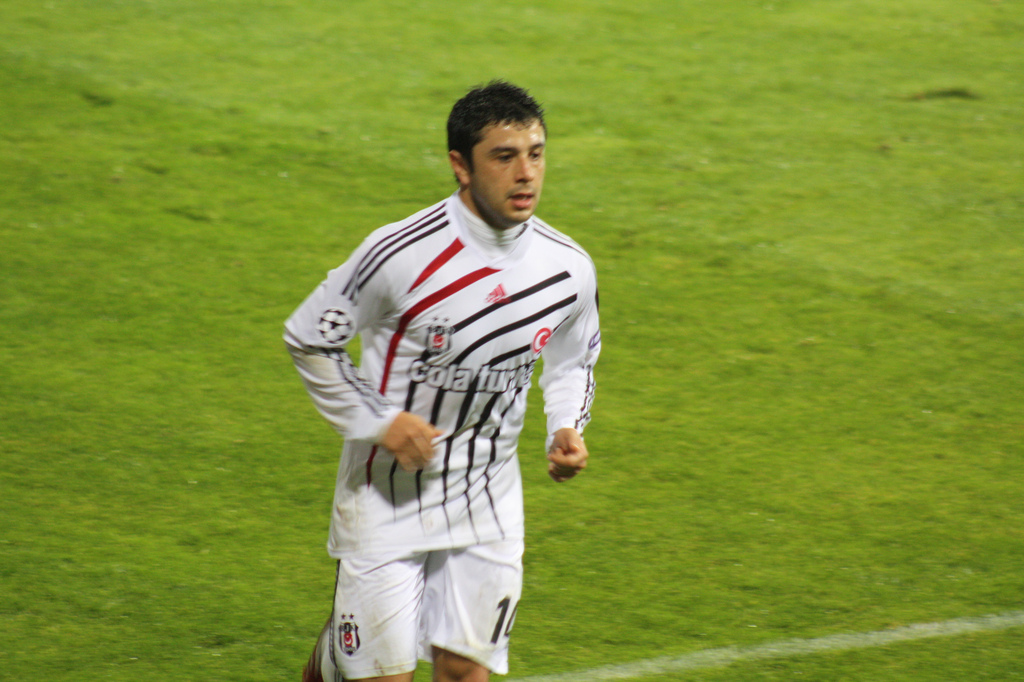
Родріго Тельйо під час виступів за «Бешикташ». 2009 рік.

- Володар Суперкубка Португалії (2):

«Спортінг»: 2000, 2002
- Чемпіон Туреччини (1):

«Бешікташ»: 2008-09
- Володар Кубка Туреччини (1):

«Бешікташ»: 2008-09
- Бронзовий олімпійський призер: 2000